# شرکت مالی بین‌المللی

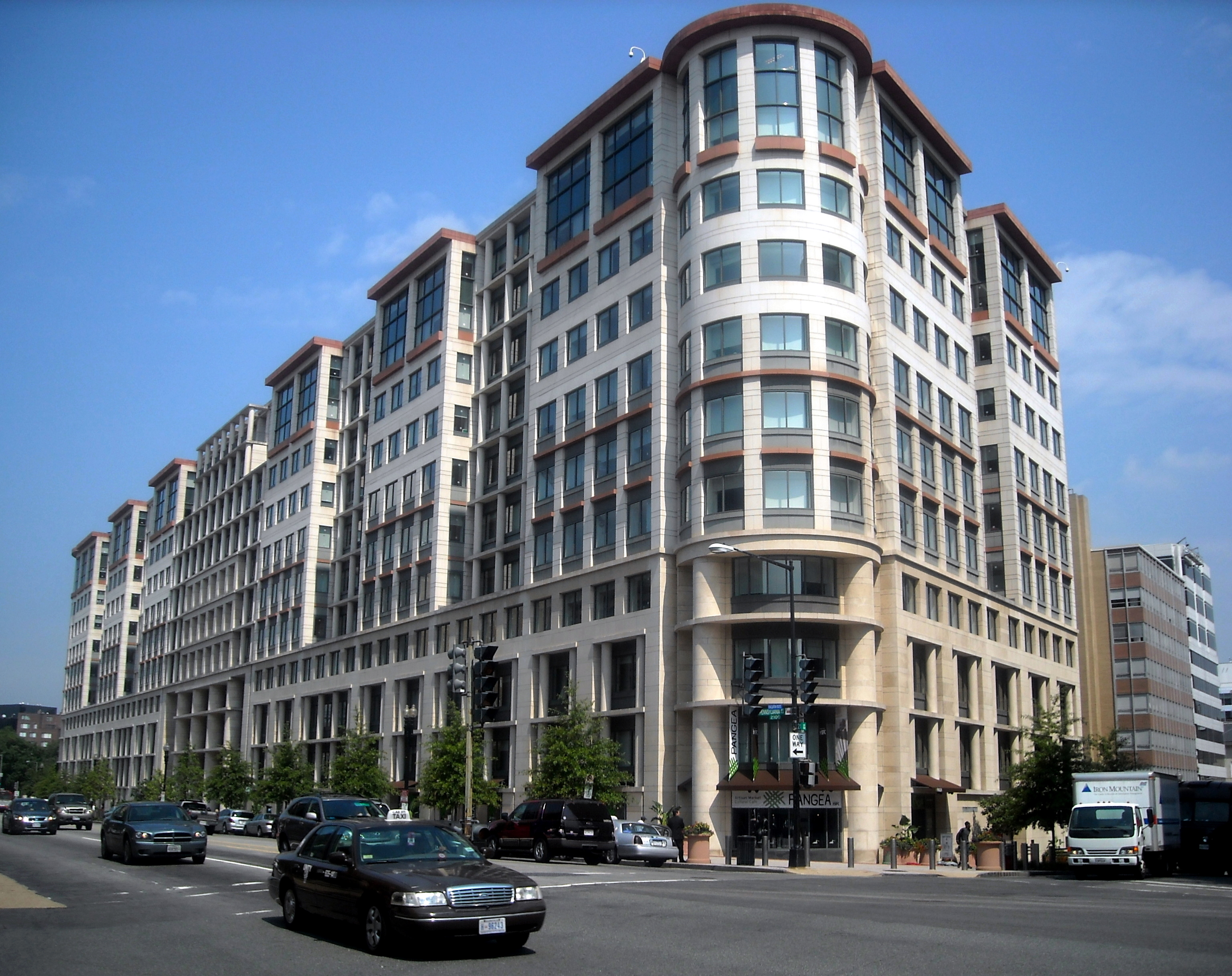
ساختمان مرکزی شرکت مالی بین‌المللی واقع در خیابان پنسیلوانیا در واشینگتن دی‌سی. طراح و معمار این ساختمان مایکل گریوز است.

شرکت مالی بین‌المللی (IFC) برای پیش‌برد سرمایه‌گذاری پایدار در بخش خصوصی در کشورهای در حال توسعه تأسیس شده‌است.
این شرکت که در سال ۱۹۵۶ بنیاد شده امروزه بزرگ‌ترین منبع چندجانبه اعطای وام و سهام برای تأمین مالی پروژه‌های بخش خصوصی در کشورهای رو به توسعه به‌شمار می‌آید. آی‌اف‌سی یکی از اعضای «گروه بانک جهانی» است و مقر آن در واشینگتن دی‌سی قرار دارد.
۱۸۱ کشور عضو سازمان ملل به علاوه کشور کوسوو در شرکت مالی بین‌المللی عضو شده‌اند.